# Jerry Dandridge
Jerry Dandridge é um personagem fictício da série de cinema Fright Night que foi protagonizado pelos atores Chris Sarandon e Colin Farrell nos filmes de 1985 e 2011.

## Biografia

### Filme de 1985 (Chris Sarandon)
Jerry Dandrige é um vampiro com mais de 1000 anos de idade (conforme revelou sua irmã Regine no filme Fright Night II). Seu lugar de origem é desconhecido, porém, devido aos seus hábitos refinados, vestuário elegante e modos polidos, suspeita-se que tenha ligações com a nobreza europeia. Jerry Dandridge mudou-se com seu servo, Billy Cole para uma pacata cidade dos Estados Unidos na casa ao lado da do jovem Charley Brewster e sua mãe Judy. Logo após sua chegada faz suas primeiras vítimas: duas jovens mulheres. Com o que Dandridge não contava era que seus atos foram notados por Charley, um fã de filmes de terror que  começa a suspeitar das suas atividades noturnas e logo chega a conclusão que ele é um vampiro. Charley chega a chamar a polícia e levar um detetive à sua casa enquanto dormia. Durante o inquérito, Charley repara em um quadro com a figura de uma jovem mulher que se parece com sua namorada, Amy Peterson. Charley acusa Dandridge de assassinato, mas Billy Cole consegue fazer o investigador desacreditar do jovem. Naquela mesma noite, Judy convida Dandridge para um drink e, numa conversa casual, permite que o vampiro venha à sua casa sempre que quiser. Mais tarde, Dandridge volta à casa dos Brewsters e ameaça Charley, que o fere na mão com uma caneta fazendo com que Jerry mostre seu verdadeiro rosto de vampiro. Dandridge se retira, telefona a Charley alguns minutos depois e promete pegá-lo na noite seguinte. Ao acordar, Dandridge recebe um telefonema de "Evil" Ed Thompson, um amigo de Charley que propõe ir à sua casa com o ator de filmes de terror Peter Vincent para provar a Charley que ele não é um vampiro. Dandridge aceita a proposta e algum tempo depois "Evil" Ed, Vincent, Charley e Amy chegam à casa. Dandridge repara que Amy se assemelha a um antigo amor (a moça do quadro). Vincent faz a faz a "prova da água benta" (que na verdade é água comum) para mostrar a Charley que Dandridge não é um vampiro. Porém, ao ir embora, percebe que Dandridge não tem reflexo no espelho e corre para seu apartamento. Porém, Dandridge percebe o que houve e começa a perseguir Charley, Amy e "Evil" Ed, sendo que transforma este em vampiro e o envia para a casa de Vincent para matá-lo. Dandridge continua a perseguição a Charley e Amy e todos acabam por ir a uma danceteria. Lá, Dandridge seduz e rapta Amy e desafia Charley a salvá-la. De volta à sua casa, Dandridge faz amor com Amy e a morde para transformá-la em vampira. Mais tarde, Charley e Vincent aparecem para resgatar Amy e encontram Dandridge muito auto-confiante, não acreditando na capacidade de ambos, especialmente Vincent. Porém a dupla mostra seu valor destruindo Billy Cole, salvando Amy e destruindo Dandridge com a luz do sol. O vampiro desaparece sem deixar um traço sequer.

### Filme de 2011 (Colin Farrell)
Jerry Dandridge é um vampiro que se muda para uma pacata cidade estadunidense na casa ao lado da do jovem Charley Brewster, um fã de filmes de terror, e sua mãe, Judy. As atividades noturnas de Dandridge logo fazem Charley suspeitar da real identidade de seu vizinho e o jovem vai até Las Vegas pedir ajuda ao mágico ilusionista Peter Vincent para destruir o monstro.